# Jim O’Brien (ur. 1952)
Jim O’Brien, właśc. James Francis Xavier O’Brien (ur. 11 lutego 1952 w Filadelfii) – amerykański trener koszykarski.
Jest zięciem członka Koszykarskiej Galerii Sław – Jacka Ramsaya.

## Osiągnięcia

### Zawodnicze
NCAA
- Uczestnik turnieju:
  - NCAA (1973, 1974)
  - National Invitation Tournament (NIT – 1972)
- Mistrz sezonu regularnego konferencji (1973, 1974)
- Zaliczony do galerii sław sportu:
  - Saint Joseph’s Hall of Fame (1988)
  - Big Five Hall of Fame (1989)

### Trenerskie
- Mistrzostwo:
  - NCAA (1996)¹
  - turnieju konferencji:
    - Midwestern Collegiate (1990)
    - Southeastern (SEC – 1995, 1997)¹

  - sezonu regularnego konferencji SEC (1995, 1996)¹
- Wicemistrzostwo NCAA (1997)¹

¹ – jako asystent trenera